# Fibrosis sistémica nefrogénica
La fibrosis sistémica nefrogénica  es una enfermedad, que involucra fibrosis de la piel, articulaciones, ojos y órganos internos. El NSF es causado por la exposición al gadolinio en los agentes de contraste de resonancia magnética (GBCA) basados en gadolinio en todo tipo de pacientes y es una enfermedad que debería evitarse no usando esas inyecciones y advirtiendo a los pacientes.

## Signos y síntomas
Las características clínicas de NSF se desarrollan dentro de días o meses después de la exposición a GBCA. Los síntomas principales son el engrosamiento y el endurecimiento de la piel asociados con la hiperpigmentación musculosa, que generalmente se presenta de forma simétrica. La piel gradualmente se vuelve fibrótica y se adhiere a la fascia subyacente. Los síntomas se inician distalmente en las extremidades y progresan de manera proximal, a veces afectando el tronco. Las contracturas articulares de los dedos, los codos y las rodillas pueden desarrollarse como consecuencia de la afectación de la piel y pueden afectar gravemente la función física. Si bien la afectación de la piel está en primer plano, el proceso puede involucrar cualquier órgano, por ejemplo, el ojo, corazón, diafragma, pleura, pericardio y riñones, así como los pulmones y el hígado.

## Tratamiento

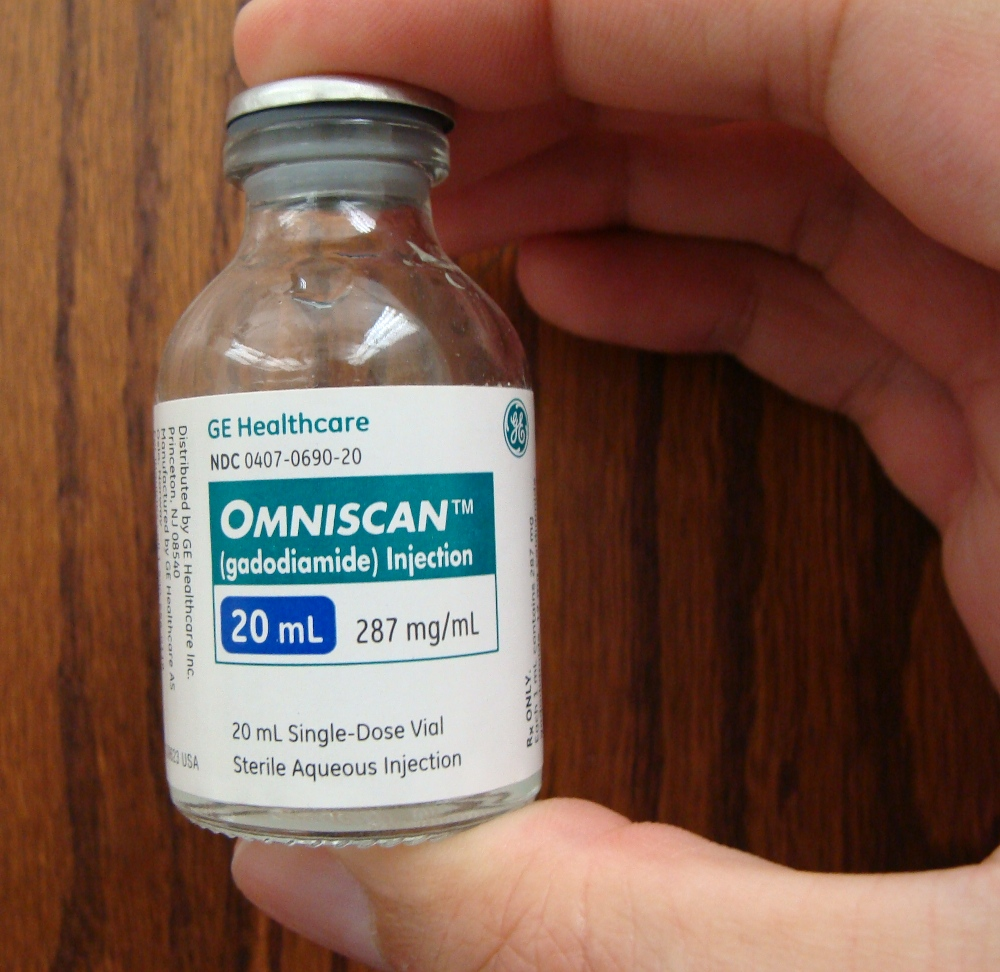
Agente de contraste para resonancia magnética Omniscan con gadolinio.

Se han intentado múltiples terapias para NSF, con una mejoría clínica variable. Ninguno ha sido tan efectivo como la restauración de la función renal. La restauración de la función renal mediante el tratamiento del proceso de la enfermedad subyacente, la recuperación de una lesión renal aguda (IRA) o la realización de un trasplante de riñón pueden retrasar o detener la progresión de la NSF. Se notificaron algunos casos de trasplante renal curativo y es apropiado considerar el trasplante como tratamiento.